# Bottlenck (software)
În ingineria software, un bottleneck apare atunci când capacitatea unei aplicații sau a unui sistem informatic este limitată de o singură componentă, precum gâtul unei sticle care încetinește fluxul general de apă. Bottleneck-ul are cel mai scăzut randament dintre toate părțile căii de tranzacționare.
Proiectanții de sisteme încearcă să evite bottleneck-urile prin eforturi directe pentru localizarea și reglarea bottleneck-urilor existente într-o aplicație software. Câteva exemple de blocaje tehnice care apar includ următoarele: un procesor, o legătură de comunicare și disk IO. Un sistem sau o aplicație se va lovi de un bottleneck dacă munca ajunge într-un ritm comparativ mai rapid în raport cu alte componente de procesare. Conform teoriei constrângerilor, îmbunătățirea aparițiilor punctului fierbinte al constrângerii bottleneck-ului îmbunătățește viteza generală de procesare a software-ului. O stipulare a teoriei care dă de gândit arată că îmbunătățirea eficienței unei anumite etape a procesului, mai degrabă decât a constrângerii, poate genera și mai multe întârzieri și reduce capacitățile generale de procesare ale unui software.
Este imposibil să se elimine complet bottleneck-urile, deoarece există întotdeauna o componentă care limitează performanța globală, astfel încât obiectivul obișnuit este de a îmbunătăți componenta bottleneck-ului astfel încât întregul sistem să poată atinge performanța dorită.
Procesul de localizare a bottleneck-urilor (denumite și „puncte fierbinți” - secțiuni ale codului care se execută cel mai frecvent - adică au cel mai mare număr de execuții) se numește analiză de performanță. Reducerea se realizează prin utilizarea unor instrumente specializate, cum ar fi analizoare de performanță sau profilere, obiectivul fiind acela de a face anumite secțiuni de cod să funcționeze cât mai eficient posibil pentru a îmbunătăți eficiența algoritmică generală.